# Quillcay Machay
Quillcay Machay (en quechua: Qillqay Mach'ay) es un yacimiento arqueológico en el Perú.

## Toponimia
Las palabras Quillcay y machay, escritas en forma castiza y traducidas al mismo significan "Camino a la Luna" y "Cueva" respectivamente.

## Ubicación
Se ubica en la ladera del cerro Ocpay a 6 km de la ciudad de Singa, capital del distrito homónimo en la provincia de Huamalíes, perteneciente al departamento peruano de Huánuco; sobre el margen noroeste de la quebrada Tintirragra a 3793 m s. n. m.

## Descripción
Ocupando una superficie de 200 m², es conjunto de pinturas rupestres con posterior influencia chavinoide puesto que en las paredes están bosquejados cabezas antropomorfas con características felinicas que representan a la divinidad mitológica chavinoide. Este conjunto de pinturas rupestres están distribuidas en 4 espacios rocosos distantes entre sí.
- Quillcay Machay I: Espacio rocoso con arte rupestre de color rojizo, muestra figura antropomorfa con lanza en la mano derecha y escudo en la mano izquierda.

- Quillcay Machay II: Espacio rocoso con un panel de 5.5 m de lago por 1.8 m de alto, está compuesto por 31 diseños los que se distribuyen en representaciones de arañas, figuras herraduriformes, serpentiformes, flechiformes, pintados en colores rojo y blanco.

- Quillcay Machay III: Espacio rocoso ubicado a la margen este de la quebrada Quillcay, presenta un panel de 9.70 m de largo por 2.80 m de alto en donde se observan múltiples pictografías con rasgos chavinoides y figuras míticas, elaboradas en colores rojo, blanco y amarillo.

- Quillcay Machay IV: Espacio rocoso ubicado a 8 m en la parte superior de Quillcay Machay III, en este sitio s aprecian figuras con motivos antropomorfos y zoomorfos de color rojo y blanco.

## Patrimonio Cultural
Este sitio arqueológico fue declarado patrimonio cultural con Resolución Directorial Nº 533/INC el 18 de junio de 2002.